# Pohár UEFA 1988/1989
Sezóna 1988/89 Poháru UEFA byla 31. ročníkem tohoto poháru. Vítězem se stal tým SSC Neapol.
Kvůli tragédii v PMEZ 1984/85, která vyústila v pětiletý zákaz účasti anglických týmů ve všech evropských pohárech, se tohoto ročníku nezúčastnil žádný anglický tým.

## První kolo
| Domácí v 1. zápase         | Celkem | Hosté v 1. zápase           | 1. zápas | 2. zápas    |
| -------------------------- | ------ | --------------------------- | -------- | ----------- |
| Stuttgart                  | 3-2    | FC Tatabánya                | 2-0      | 1-2         |
| Royal Antwerp FC           | 3-6    | 1. FC Köln                  | 2-4      | 1-2         |
| FC Bayern Mnichov          | 10-4   | Legia Warszawa              | 3-1      | 7-3         |
| Bayer 04 Leverkusen        | 0-2    | Belenenses                  | 0-1      | 0-1         |
| AS Řím                     | 4-3    | 1. FC Norimberk             | 1-2      | 3-1(prodl.) |
| FC Groningen               | (v)2-2 | Atlético Madrid             | 1-0      | 1-2         |
| FC Aarau                   | 0-7    | 1. FC Lokomotive Leipzig    | 0-3      | 0-4         |
| St Patrick's Athletic FC   | 0-4    | Heart of Midlothian FC      | 0-2      | 0-2         |
| VMFD Žalgiris Vilnius      | 4-5    | FK Austria Wien             | 2-0      | 2-5         |
| Sporting CP                | 6-3    | AFC Ajax                    | 4-2      | 2-1         |
| Real Sociedad              | (v)4-4 | Dukla Praha                 | 2-1      | 2-3         |
| Union Luxembourg           | 1-11   | RFC de Liège                | 1-7      | 0-4         |
| FC Internazionale Milano   | 4-2    | IK Brage                    | 2-1      | 2-1         |
| Íþróttabandalag Akraness   | 1-2    | Újpest FC                   | 0-0      | 1-2         |
| Rangers FC                 | 5-2    | GKS Katowice                | 1-0      | 4-2         |
| Aberdeen FC                | 0-2    | Dynamo Drážďany             | 0-0      | 0-2         |
| FK Dněpr Dněpropetrovsk    | 2-3    | Bordeaux                    | 1-1      | 1-2         |
| Östers IF                  | 2-6    | FC DAC 1904 Dunajská Streda | 2-0      | 0-6         |
| Turun Palloseura           | (v)1-1 | Linfield FC                 | 0-0      | 1-1         |
| Molde FK                   | 1-5    | KSV Waregem                 | 0-0      | 1-5         |
| Malmö FF                   | 3-2    | FK Torpedo Moskva           | 2-0      | 1-2(prodl.) |
| First Vienna FC 1894       | (v)2-2 | Ikast FS                    | 1-0      | 1-2         |
| FC Oțelul Galați           | 1-5    | Juventus FC                 | 1-0      | 0-5         |
| Velež Mostar               | 6-2    | APOEL FC                    | 1-0      | 5-2         |
| AEK Athény                 | 1-2    | Athletic Bilbao             | 1-0      | 0-2         |
| Montpellier La Paillade SC | 1-6    | Benfica SL                  | 0-3      | 1-3         |
| Sliema Wanderers           | 1-8    | Victoria București          | 0-2      | 1-6         |
| SSC Neapol                 | 2-1    | PAOK FC                     | 1-0      | 1-1         |
| Partizan                   | 10-0   | PFK Slavia Sofia            | 5-0      | 5-0         |
| Servette FC                | 1-0    | SK Sturm Graz               | 1-0      | 0-0         |
| Trakia Plovdiv             | 1-2    | FK Dinamo Minsk             | 1-2      | 0-0         |
| Beşiktaş JK                | 1-2    | NK Dinamo Záhřeb            | 1-0      | 0-2         |

## Druhé kolo
| Domácí v 1. zápase     | Celkem    | Hosté v 1. zápase           | 1. zápas | 2. zápas |
| ---------------------- | --------- | --------------------------- | -------- | -------- |
| FC Bayern Mnichov      | 5-1       | FC DAC 1904 Dunajská Streda | 3-1      | 2-0      |
| 1. FC Köln             | 3-1       | Rangers FC                  | 2-0      | 1-1      |
| NK Dinamo Záhřeb       | 2-4       | Stuttgart                   | 1-3      | 1-1      |
| FK Partizan            | 4-4(v)    | AS Řím                      | 4-2      | 0-2      |
| Velež Mostar           | (pen.)0-0 | Belenenses                  | 0-0      | 0-0      |
| Sporting CP            | 1-2       | Real Sociedad               | 1-2      | 0-0      |
| Heart of Midlothian FC | 1-0       | FK Austria Wien             | 0-0      | 1-0      |
| Lokomotive Leipzig     | 1-3       | SSC Neapol                  | 1-1      | 0-2      |
| Újpest FC              | 0-2       | Bordeaux                    | 0-1      | 0-1      |
| Juventus FC            | 7-4       | Athletic Bilbao             | 5-1      | 2-3      |
| Dynamo Drážďany        | 5-3       | KSV Waregem                 | 4-1      | 1-2      |
| First Vienna FC 1894   | 2-2(v)    | Turun Palloseura            | 2-1      | 0-1      |
| Malmö FF               | 1-2       | FC Internazionale Milano    | 0-1      | 1-1      |
| RFC de Liège           | 3-2       | Benfica SL                  | 2-1      | 1-1      |
| FC Groningen           | 3-1       | Servette FC                 | 2-0      | 1-1      |
| FK Dinamo Minsk        | 2-2(v)    | Victoria București          | 2-1      | 0-1      |

## Třetí kolo
| Domácí v 1. zápase     | Celkem | Hosté v 1. zápase        | 1. zápas | 2. zápas |
| ---------------------- | ------ | ------------------------ | -------- | -------- |
| FC Bayern Mnichov      | (v)3-3 | FC Internazionale Milano | 0-2      | 3-1      |
| Real Sociedad          | 3-2    | 1. FC Köln               | 1-0      | 2-2      |
| FC Groningen           | 1-5    | Stuttgart                | 1-3      | 0-2      |
| Heart of Midlothian FC | 4-2    | Velež Mostar             | 3-0      | 1-2      |
| Bordeaux               | 0-1    | SSC Neapol               | 0-1      | 0-0      |
| Dynamo Drážďany        | 4-0    | AS Řím                   | 2-0      | 2-0      |
| RFC de Liège           | 0-2    | Juventus FC              | 0-1      | 0-1      |
| Victoria București     | (v)3-3 | Turun Palloseura         | 1-0      | 2-3      |

## Čtvrtfinále
| Domácí v 1. zápase     | Celkem    | Hosté v 1. zápase | 1. zápas | 2. zápas    |
| ---------------------- | --------- | ----------------- | -------- | ----------- |
| Stuttgart              | (pen.)1-1 | Real Sociedad     | 1-0      | 0-1         |
| Heart of Midlothian FC | 1-2       | FC Bayern Mnichov | 1-0      | 0-2         |
| Juventus FC            | 2-3       | SSC Neapol        | 2-0      | 0-3(prodl.) |
| Victoria București     | 1-5       | Dynamo Drážďany   | 1-1      | 0-4         |

## Semifinále
| Domácí v 1. zápase | Celkem | Hosté v 1. zápase | 1. zápas | 2. zápas |
| ------------------ | ------ | ----------------- | -------- | -------- |
| SSC Neapol         | 4-2    | FC Bayern Mnichov | 2-0      | 2-2      |
| Stuttgart          | 2-1    | Dynamo Drážďany   | 1-0      | 1-1      |

## Finále
| 3. května 1989 20:30                 |       |                      |                                                                                |
| SSC Neapol                           | 2 – 1 | Stuttgart            | Stadio San Paolo, Neapol diváci: 81 093 rozhodčí: Gerasimos Germanakos (Řecko) |
| Diego Maradona 68' (pen.) Careca 87' |       | Maurizio Gaudino 17' | Stadio San Paolo, Neapol diváci: 81 093 rozhodčí: Gerasimos Germanakos (Řecko) |

| 17. května 1989 20:15                                               |       |                                        |                                                                                          |
| Stuttgart                                                           | 3 – 3 | SSC Neapol                             | Neckarstadion, Stuttgart diváci: 67 000 rozhodčí: Victoriano Sánchez Arminio (Španělsko) |
| Jürgen Klinsmann 27' Fernando De Napoli 67' (vl.) Olaf Schmäler 90' |       | Alemão 19' Ciro Ferrara 39' Careca 62' | Neckarstadion, Stuttgart diváci: 67 000 rozhodčí: Victoriano Sánchez Arminio (Španělsko) |

SSC Neapol zvítězilo celkovým skóre 5:4.

## Vítěz
| Pohár UEFA 1988/89 SSC Neapol Giuliano Giuliani, Ciro Ferrara, Alessandro Renica, Giancarlo Corradini, Giovanni Francini, Alemão, Fernando De Napoli, Luca Fusi, Diego Maradona, Andrea Carnevale, Careca, Raffaele Di Fusco, Antonio Carannante, Massimo Crippa, Francesco Romano, Maurizio Neri Trenér: Ottavio Bianchi |